# Margret Bilger
Margret Bilger (* 12. August 1904 in Graz, Österreich-Ungarn; † 24. Juli 1971 in Schärding) war eine österreichische Künstlerin.

## Leben
Margret Bilger wurde in Graz als Tochter des Universitätslehrers für Neuere Geschichte Ferdinand Bilger (1875–1949) und seiner Frau Margit (1874–1933), geb. Matthéy-Guenet, geboren. Ihr Bruder war der Chemiker und Maler Ferdinand Bilger (1903–1961), der wie die Cousine Goldy Matthéy als freiwilliger Sanitäter auf Seiten der Republikaner in den Spanischen Bürgerkrieg zog. Durch ihn war Margret Bilger zu Beginn der 1930er Jahre mit der Keramikerin und Malerin Maria Biljan-Bilger (1912–1997) verschwägert. Ihre Schwester war die Bildwirkerin Irmtraut Ring (1910–1999), verheiratet in erster Ehe mit dem Bildhauer Franz Blum (1914–1942), in zweiter Ehe mit dem Astrologen, Dichter und Maler Thomas Ring (1892–1983).
Margret Bilger absolvierte ein Studium an den Kunstgewerbeschulen in Graz bei Wilhelm Gösser und Stuttgart bei Friedrich Hermann Ernst Schneidler, Karl Sigrist, Albrecht Leo Merz sowie 1924 bis 1928 an der Kunstgewerbeschule in Wien mit Grafik bei Berthold Löffler, Schrift bei Rudolf von Larisch und Glasmalerei bei Reinhold Klaus. Nach gescheiterter erster Ehe in Graz zog sie sich mehr und mehr ins großmütterliche Haus im oberösterreichischen Taufkirchen an der Pram zurück.

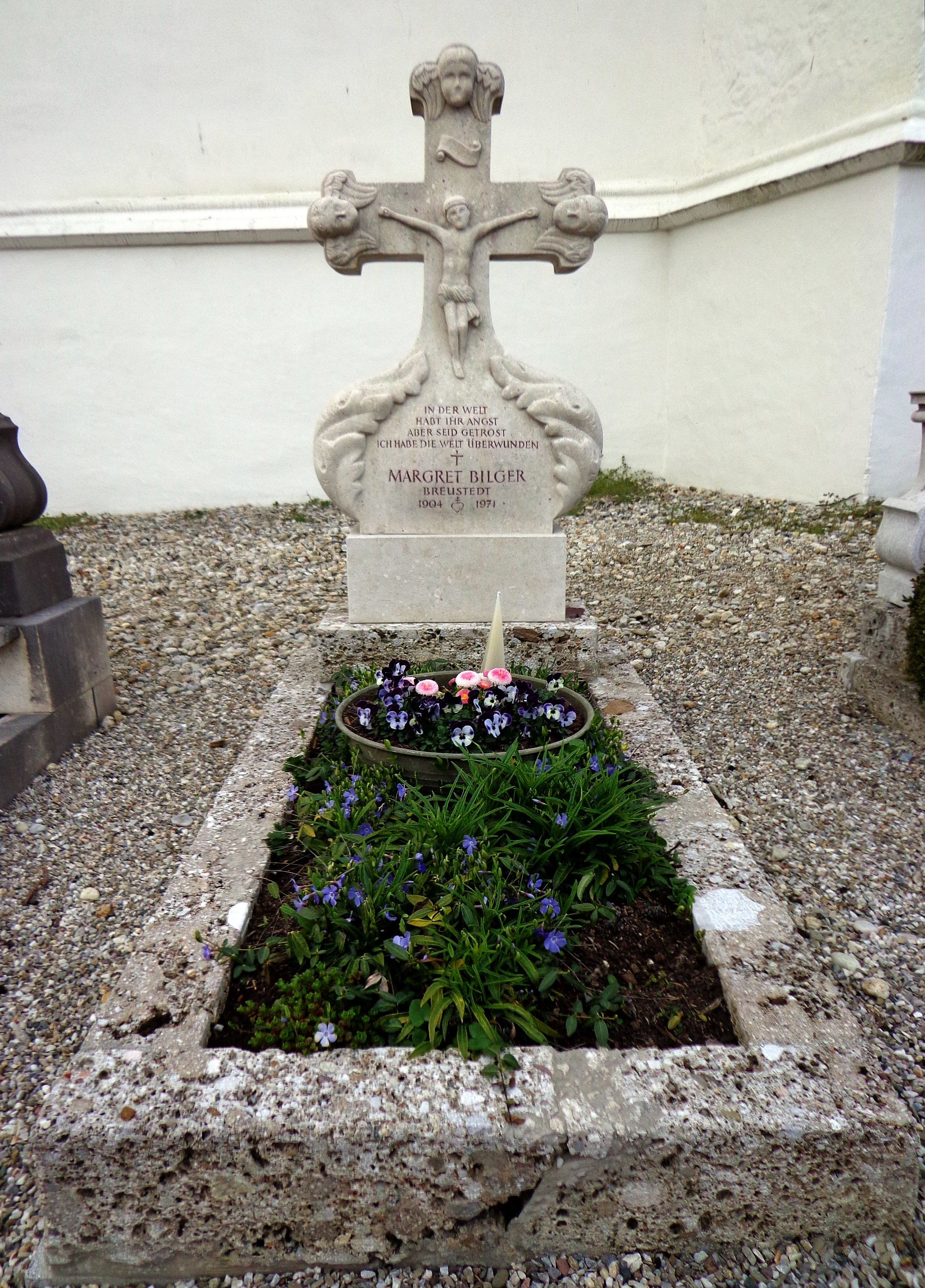
Taufkirchen an der Pram, Grab Margret Bilgers

1938 lernte sie Alfred Kubin kennen. Er erkannte früh die Qualität ihrer Holzrisse, wurde ein freundschaftlicher Ratgeber und trat in der Kunstwelt für sie ein.
Das glasmalerische Werk entstand ab 1950 in der Glaswerkstätte im Stift Schlierbach, das zu einem zweiten Lebensmittelpunkt wurde.
Margret Bilger heiratete 1953 den vom Bauhaus kommenden Maler Hans Joachim Breustedt (1901–1984), sie konvertierte 1966 zur römisch-katholischen Konfession und starb am 24. Juli 1971 in Schärding am Inn. Die Künstlerin zählte zur Künstlervereinigung MAERZ und zur Innviertler Künstlergilde.

## Karriere
Bekannt wurde sie zuerst für ihre Holzrisse. Diese stellen eine Abwandlung des expressionistischen Holzschnitts dar. Margret Bilger ist eine der wenigen Künstlerinnen ihrer Zeit, die ein unverwechselbares druckgraphisches Œuvre hinterließen.

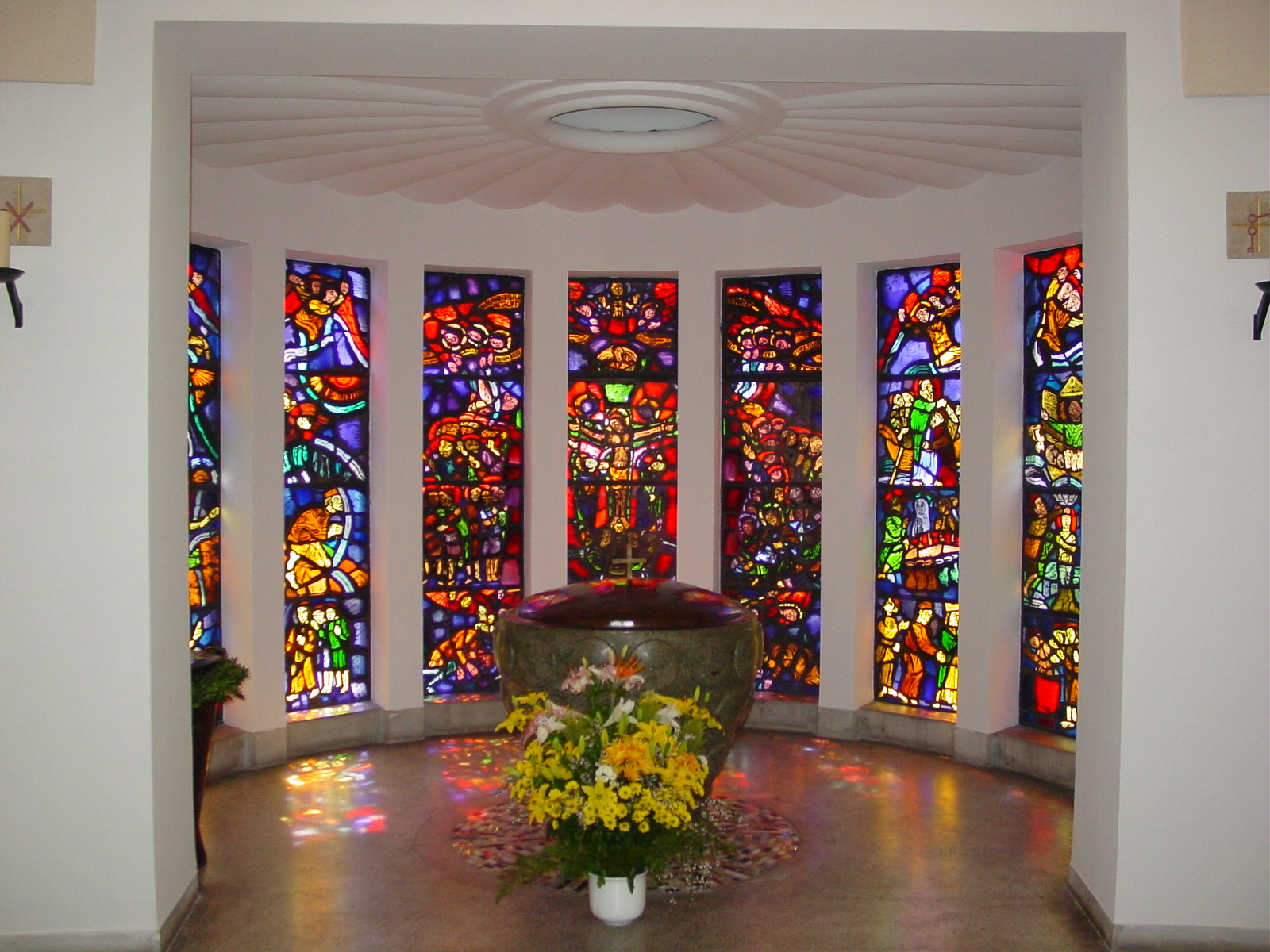
Taufkapelle Pfarrkirche Liesing

 Seit 1950 war sie erfolgreich als Glasmalerin mit Fenstern für Kirchen in Österreich, in den USA und Deutschland. Als Glasmalerin hat Margret Bilger ein einzigartiges und umfangreiches Werk geschaffen.
Vertreten auf der 25. Biennale von Venedig (1950), auf Ausstellungen in New York (1952 und 1957), ausgezeichnet mit der goldenen Medaille für Kirchenfenster in der Pfarrkirche Liesing (Wien 1954) auf der Internationalen Ausstellung für christliche Kunst, lag der Höhepunkt ihrer öffentlichen Erfolge in den 1950er Jahren.
Als es mit dem Aufkommen neuer Strömungen seit den 1960er Jahren ruhig wurde um Margret Bilger, entstand ihr außerhalb Oberösterreichs bisher kaum beachtetes Spätwerk: Textilarbeiten, Hinterglasbilder, Aquarelle und Zeichnungen.
In den Jahren 1963 und 1964 entwarf sie im Auftrag des Abtes Karl Braunstorfer 13 Fenster für die um 1290 konsekrierte Bernardikapelle im Stift Heiligenkreuz. Die Begegnung mit Braunstorfer, dessen Seligsprechungsverfahren 2008 eröffnet wurde, und der Architektur des Stiftes Heiligenkreuz ging ihrer Konversion zum Katholizismus unmittelbar voraus.

## Werke
Holzschnitte/Holzrisse
- 1928: Kleine Serie aus dem Wiener Volksleben. 6 Holzschnitte, Neue Galerie Graz
- 1931: Österreichische Heilige. 6 Holzschnitte, Verlag Gsur & Co Wien, Rupertinum Salzburg
- 1934: Das hölzerne Mandl. Bilderbogen mit 8 Linolschnitten, Oö Landesgalerie Linz
- 1940: Alte deutsche Kinderlieder (Des Knaben Wunderhorn). 6 Holzschnitte, Oö Landesgalerie Linz
- 1942: Hühnchen und Hähnchen am Nussberg (Des Knaben Wunderhorn). 12 Holzschnitte, Rupertinum Salzburg
- 1942: Mutter, Mutter, es hungert mich (Des Knaben Wunderhorn). 6 Holzschnitte, Oö Landesgalerie Linz
- 1943: Bucklicht Männlein (Des Knaben Wunderhorn). 8 Holzrisse, Oö Landesgalerie Linz
- 1943: Der beschriebene Tännling (Adalbert Stifter). 4 Holzrisse, Oö Landesgalerie Linz
- 1944: Ein Zicklein, Ein Zicklein, (Des Knaben Wunderhorn). 8 Holzrisse, Diözesanmuseum Wien
- 1944: Passau (zu eigenen Versen). 5 Holzrisse, Oö Landesgalerie Linz
- 1944: Machandelboom (Grimms Märchen), 6 Holzrisse, Rupertinum Salzburg
- 1944: Großmutter Schlangenköchin (Des Knaben Wunderhorn), 4 Holzrisse, Rupertinum Salzburg
- 1944: Heitschi Bumbeitschi (Steirisches Wiegenlied), 3 Holzrisse, Rupertinum Salzburg
- 1944: Gevatter Tod (Grimms Märchen), 3 Holzrisse, Rupertinum Salzburg
- 1947: Pfingstzyklus (zum Hohen Lied), 6 Holzrisse, Albertina Wien
- 1948: Osterzyklus, 7 Holzrisse, Rupertinum Salzburg
- 1950: Der Kentaur (nach Maurice de Guérin Le Centaure), 3 Holzrisse, Albertina Wien
- 1951: Lappenmärchen (Robert Crottet), 9 Holzrisse, Gurlitt Verlag, Linz – München, Oö Landesgalerie Linz

Glasfenster
- 1950/51: Verkündigung, Bleiglasfenster, Diözesanmuseum Linz
- 1952: Vogelweidefenster, Bleiglasfenster, Schärf-Schule Wels Vogelweide
- 1952: Bauernstand, Handwerksstand, 2 Bleiglasfenster, Stadtmuseum Wels
- 1953: Gnadenstuhl, Bleiglasfenster, Stadtpfarrkirche Wels, Polheimer Gruft
- 1954/1955: Taufkapellenfenster, 9 Bleiglasfenster, Pfarrkirche Wien-Liesing
- 1955: Hochzeit zu Kanaa, Ehernes Meer, 2 Bleiglasfenster, Pfarrkirche Wien Heiligenstadt
- 1955: Jünglinge im Feuerofen, Bleiglasfenster, Bilger-Breustedt Schulzentrum Taufkirchen an der Pram (ursprünglich im Bischöflichen Knabenseminar in Mattersburg im Burgenland, das abgerissen wurde, ab 2009 in Taufkirchen)
- 1956–1962: Apokalypse, 3 Bleiglasfenster, Dom von Eisenstadt
- 1958: Nothelfer, St. Vitus, 3 Bleiglasfenster, Pfarrkirche Bad Kreuzen OÖ
- 1959: 7 Sakramente, Heilige, 11 Bleiglasfenster, Assumption Church Duncan, Oklahoma USA
- 1959: Hl. Franziskus, Bleiglasfenster bei den Schulschwestern, Vöcklabruck
- 1960: St. Josef, Betonglasfenster, Pfarrkirche Rohrbach an der Lafnitz, Stmk.
- 1960: St. Magdalena, Taufe im Jordan, 2 Bleiglasfenster, Pfarrkirche St. Magdalena Linz
- 1960: Engelfries, 50-teiliges Betonglasfensterband, Pfarrkirche St. Erentrudis Salzburg Herrnau
- 1960–1962: Eucharistie, Bleiglas-Fensterwand, Pfarrkirche St. Erentrudis Salzburg Herrnau
- 1961: Pieta, Guter Hirte, Verlorener Sohn u. a., 5 Bleiglasfenster, St. Wenzelskapelle Wartberg ob der Aist OÖ
- 1962: Josefslegende, Marienfenster, 2 Betonglasfenster, Pfarrkirche Lenzing OÖ
- 1963/64: Marien-, Weihnachts-, Kreuzigungsfenster u. a., 7 Bleiglasfenster, Pfarrkirche Rainbach im Mühlkreis OÖ
- 1963: Schmerzensmutter, Betonglasfenster Leichenhalle Wernstein am Inn
- 1964: Marienleben, 2 Bleiglasfenster, Pfarrkirche St. Marienkirchen bei Schärding
- 1964: Glaubensfeste, 13 Bleiglasfenster, Bernardikapelle Stift Heiligenkreuz NÖ
- 1966: Tauffenster, Bleiglas, Pfarrkirche Bad Füssing/Safferstetten, Bayern
- 1967: Apokalypse, Kreuzigung, 2 Betonglasfenster, Evangelische Johanneskirche Linz
- 1967: Auferstehung, Betonglasfenster, Bezirksaltersheim Schärding am Inn
- 1968: Maria Ägyptiaca, Meerstern, 2 Bleiglasfenster, Stiftsmuseum Reichersberg am Inn
- 1968–1971: Marienfenster, Bleiglas, Pfarrkirche St. Joseph Duisburg-Hamborn BRD

## Ausstellungen
Dauerausstellungen
- Bilger-Breustedt-Haus: ein Museum über die österreichische Künstlerin Margret Bilger und ihren Mann, den deutschen Bauhauskünstler Hans Joachim Breustedt. Seit 2004, in Taufkirchen an der Pram / Ortsteil Leoprechting (Betreut vom 1998 gegründeten Verein Bilger-Haus).
- Margret-Bilger-Galerie im Stift Schlierbach: ständige Präsentation von Arbeiten Margret Bilgers (und Werken der Glasmalerei Schlierbach, weiters werden pro Jahr drei Ausstellungen aktueller zeitgenössischer bildender Kunst gezeigt)

Ausstellungen
- 1943: München, Graphisches Kabinett Günther Franke im Palais Almeida Briennerstraße 51, „Margret Bilger – Holzrisse und Aquarelle“
- 1946: Ried im Innkreis, Innviertler Galerie. Margret Bilger Graphiken und Glasmalereien. Mit Franz Blum, Irmtraut Blum, Hilda Sapper
- 1947: Linz, Neue Galerie der Stadt Linz. Die schöpferische Frau. MB, Vilma Eckl, Ottilie Kasper, Käthe Kollwitz, Clara Siewert
- 1948: Heidelberg, Bernhard Klein Ziegelhäuser Landstraße. Margret Bilger Holzrisse und Aquarelle
- 1949: Wien, Graphische Sammlung Albertina, Margret Bilger Holzrisse, Aquarelle und Zeichnungen
- 1949: Atlanta USA, University of Georgia Fine Arts Gallery, block prints by Margret Bilger from the Collection of Gregor Sebba
- 1950: Linz, Neue Galerie der Stadt Linz, Margret Bilger Holzrisse, Aquarelle, Zeichnungen
- 1950: München, Gurlittkabinett im Blauen Haus, Margret Bilger Holzrisse
- 1951: Kloster Schlierbach, Margret Bilger Holzrisse, Zeichnungen und Aquarelle
- 1952: New York, The Galerie St. Etienne, 46 West 57th street, woodcuts by Margret Bilger
- 1954: Salzburg, Galerie Welz. Margret Bilger Holzrisse, Kohle, Aquarell, Bleistift
- 1954: Wien, Neue Galerie Grünangergasse 1, Margret Bilger Graphik, Glasfenster
- 1955: Linz, Oberösterreichisches Landesmuseum, Sonderausstellung im „Gotik-Saal“ mit den von Margret Bilger geschaffenen Glasfenstern der Kirche Wien-Liesing
- 1957: New York, The Galerie St. Etienne, Margret Bilger watercolors, drawings, woodcuts
- 1957: Linz, Oberösterreichisches Landesmuseum. Kollektivausstellung Margret Bilger mit Hans J. Breustedt
- 1958: München, Galerie Günther Franke in der Stuck-Villa, Margret Bilger mit Hans J. Breustedt
- 1958: Salzburg, Biennale christlicher Kunst der Gegenwart. Margret Bilger Mittelstück Marienfenster für Wien Don Bosco. Unter den Rosen
- 1958: York England, City of York Art Gallery, Woodcuts by Margret Bilger
- 1962: München, Galerie Günther Franke, Margret Bilger mit Hans J. Breustedt und Werner Gilles
- 1963: Linz, Galerie O. Bejvl in der Badgasse, Margret Bilger
- 1965: Linz, Galerie O. Bejvl in der Badgasse, Margret Bilger Aquarelle, Holzschnitte
- 1967: Linz, Galerie O. Bejvl in der Hofgasse, Margret Bilger Holzschnitte, Aquarelle, Hinterglasbilder
- 1968: Kopenhagen, Corner udstillingen pa Charlottenburg, Margret Bilger Holzrisse
- 1968: Stift Reichersberg am Inn, Margret Bilger Holzrisse, Aquarelle, Webarbeiten
- 1969/70: München, Galerie Günther Franke, Maximilianstraße 22. Margret Bilger Webereien, Holzrisse, Aquarelle, Zeichnungen, Glasfenster
- 1970: Stift Reichersberg am Inn, WB Holzrisse, Aquarelle, Webarbeiten, Zeichnungen
- 1975: Stift Schlierbach, Margret Bilger Gedächtnis-Ausstellung des Landes Oberösterreich: Zeitgenössische Kunst in barocken Räumen
- 1977: Graz, Neue Galerie, Margret Bilger Auswahl aus dem Gesamtwerk
- 1978: Schlierbach, Eröffnung der Margret-Bilger-Galerie im Stift Schlierbach
- 1979: Stift Reichersberg, Margret Bilger zum 75. Geburtstag, Auswahl aus dem Nachlass
- 1980: Salzburg, Museumspavillon im Mirabellgarten, Margret Bilger Auswahl aus dem Gesamtwerk
- 1984: Wels, Galerie der Stadt Wels, Margret Bilger Auswahl aus dem Gesamtwerk
- 1984/85: Wien, Graphische Sammlung Albertina, Margret Bilger Die Holzrisse im Besitz der Albertina
- 1986: Salzburg, Rupertinum, Margret Bilger Schenkung Wolfgang Graninger
- 1986: Salzburg, Galerie Altnöder, Margret Bilger Holzrisse, Zeichnungen, Aquarelle
- 1986: Schlierbach, Margret Bilger-Galerie. Margret Bilger Zum Neuen Testament
- 1988/89: Salzburg, Rupertinum, Margret Bilger Holzrisse, Glasfensterentwürfe, Zeichnungen
- 1989: Linz, Oö Landesmuseum, Margret Bilger Auswahl aus dem Gesamtwerk
- 1991: Passau, Museum Moderner Kunst, Margret Bilger Holzrisse, Aquarelle, Ölbilder
- 1994: Schlierbach, Margret Bilger-Galerie. Margret Bilger Zum Alten Testament
- 1996: Pasching bei Linz, Galerie in der Schmiede. Margret Bilger Aquarelle, Holzrisse, Zeichnungen
- 1996: Taufkirchen, Gemeindeamt, Ausstellung zum 25. Todestag: „ich möchte nun immer hier leben...“ Die Bilgerin in Taufkirchen
- 1997: Linz, Landesgalerie Oberösterreich, Margret Bilger – das malerische Werk
- 1997: Margret-Bilger-Galerie des Zisterzienserstiftes Schlierbach. Margret Bilger in Schlierbach
- 1997: Ried im Innkreis, Museum Innviertler Volkskundehaus. Margret Bilger Weihnachtliche Motive
- 2001: Galerie NeunZendorf Ried i.Trkr., MB. Porträtzeichnungen
- 2004: Linz Landesgalerie, ... aus der Sammlung: „Margret Bilgers LEBENSwerk“
- 2004: Passau, Museum Moderner Kunst  – Stiftung Wörlen. Den Blick als Frau gerichtet – Margret Bilger, Paula Modersohn-Becker, Gabriele Münter
- 2004: Ried im Innkreis, Museum Innviertler Volkskundehaus, Margret Bilger – Textilarbeiten und Malerei
- 2004: Schärding Schlossgalerie, Margret Bilger – Stationen einer künstlerischen Entwicklung
- 2004: Schlierbach Margret-Bilger-Galerie, Heilige in Holzrissen und Glasfenstern; Stiftsbibliothek: Margret Bilger Schlierbacher „Studenten“-Porträts
- 2005: Stadtmuseum Bruneck, Margret Bilgers Lebenswerk
- 2016: Passau Museum Moderner Kunst Wörlen, „Wie ist darin doch auch viel Gemeinsames“ Das Künstlerpaar Bilger-Breustedt
- 2016: Schlierbach an der Krems, Margret Bilger-Galerie. Margret Bilger – Die 8. Gattung

Das Deutsche Kunstarchiv im Germanischen Nationalmuseum in Nürnberg verwahrt Unterlagen zu Ausstellungen Bilgers, Zeitungsartikel und weitere Teile ihres schriftlichen Nachlasses.

## Auszeichnungen
- 1928: Erster österreichischer Staatspreis für die beste Gesamtleistung an der Kunstgewerbeschule Wien
- 1960: Berufstitel Professor
- 1975: Das Land Oberösterreich veranstaltet im Zisterzienserstift Schlierbach von 24. Mai bis 31. August unter dem Titel 'Zeitgenössische Kunst in barocken Räumen' eine Gedächtnisausstellung für die 1971 verstorbene Margret Bilger mit Graphiken, Glasmalereien, Zeichnungen und Aquarellen.
- 1978: Mit Unterstützung der Landesregierung von Oberösterreich wird im Stift Schlierbach in Nachbarschaft zur Glasmalereiwerkstätte die Margret-Bilger-Galerie eröffnet.
- Seit 2000 wird das Margret-Bilger-Stipendium des Landes Oberösterreich für künstlerische Großprojekte vergeben. Wie das Adalbert-Stifter- und das Anton-Bruckner-Stipendium wird es in Zweijahresabständen an Künstler und Künstlerinnen aus Oö. verliehen.
- 2000 wurde ein Weg in Linz nach Margret Bilger benannt. Die Sackgasse verläuft nach dem Objekt Dachsweg 14 etwa in westsüdwestlicher Richtung. Weitere Margret-Bilger-Wege befinden sich in Münzkirchen, in Schärding und in Schlierbach. In Ried im Innkreis und in Taufkirchen an der Pram gibt es jeweils eine Margret-Bilger-Straße und in Taufkirchen an der Pram den Bilgerweg, einen Wanderweg, der vom Ortszentrum zum Bilgerhaus in Leoprechting und über Pfuda- und Heubrücke zurückführt.
- 2009 wurde das neu errichtete Bilger-Breustedt Schulzentrum in Taufkirchen an der Pram nach Margret Bilger und ihrem Mann, Hans Joachim Breustedt, benannt.